# Nom botanique

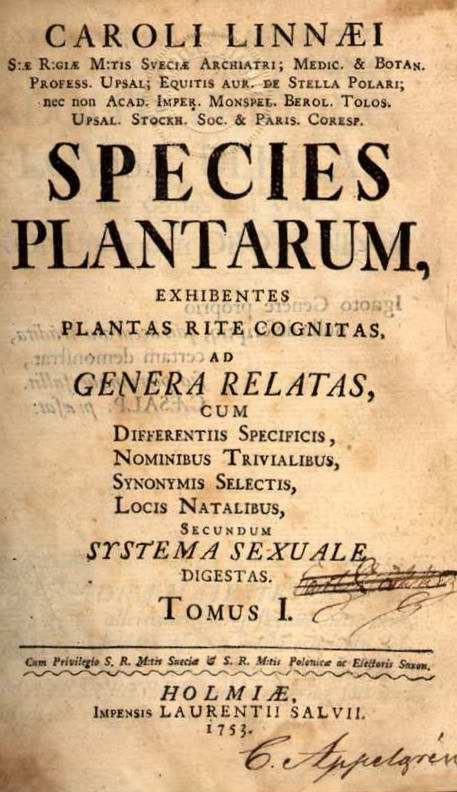
Première page du Species Plantarum de Linné (1753), qui a jeté les bases de la nomenclature botanique.

En nomenclature botanique, un nom botanique est un nom scientifique conforme au Code international de nomenclature botanique, un code uniquement rédigé en anglais.

## Nom correct, légitime et illégitime
Ce code international demande la publication valide : un nom est un nom formel seulement quand il est publié validement, ce qu'indique l'Art 6.3, développé et expliqué dans les Articles 32 à 45 du Chapitre V. L'expression « nom valide » est utilisée (informellement) pour un nom qui est publié validement, c’est-à-dire que tous les noms botaniques sont des noms valides.
Exemples de noms botaniques :
- ordre des Polygonales
- famille des Leguminosae
- famille des Rosaceae
- sous-famille des Caesalpinioideae
- section Banksia sectio Banksia
- Quercus robur
- Passiflora edulis forma flavicarpa

Les noms suivants ne sont pas publiés validement et ne sont donc pas des noms botaniques :
- Un tautonyme. Exemple « Larix larix » serait un tautonyme, interdit par le code dans son Article 23.4[3] et ce n'est pas possible de le publier validement.
- Un nomen nudum. La tentative de publication ne comporte pas de diagnose ou de description, et la publication valide n'est pas effective[4].

Des expressions importantes :
- nom illégitime (nomen illegitimum). C'est un nom publié validement (et donc un nom botanique) mais qui ne peut pas être utilisé car il contrevient à certains des articles établis par le Congrès botanique international. Les motifs d'illégitimité pouvant être :
  - (article 52) il était superflu au moment de sa publication, le taxon ayant déjà un nom ;
  - (articles 53 et 54) le nom a déjà été appliqué à une autre plante (un homonyme).
- nom légitime. C'est un nom publié validement (et donc un nom botanique), et on peut l'utiliser, quand c'est approprié.
- nom correct. C'est un nom publié validement (et donc un nom botanique) et c'est le nom qu'on doit utiliser pour un taxon d'une certaine délimitation, position et rang. Quand on accepte une délimitation, position ou rang différente pour le taxon, on doit aussi utiliser un nom correct différent.

Un nom illégitime est appelé nomen illegitimum en latin et illegitimate name en anglais et abrégé en « nom. illeg. ». Il s'agit d'un nom valide, mais il contrevient au Code international de nomenclature pour les algues, les champignons et les plantes. Un taxon est illégitime si selon son article 52, au moment de sa publication, il est superflu, c'est-à-dire qu'il a déjà un nom. Et selon les articles 53 et 54, il l'est s'il a déjà été appliqué à une autre plante (homonyme).

## Phytonymie
La phytonymie est l'étude du nom des plantes (phytonyme, littéralement « nom de plante », provient du grec phuton, « plante », et onuma, « nom »).